# ژرژ ریگال
ژرژ ریگال (فرانسوی: Georges Rigal‎؛ ۶ ژانویه ۱۸۹۰ – ۲۵ مارس ۱۹۷۴) شناگر و بازیکن واترپلو اهل فرانسه بود.
وی در مسابقات کشوری و بین‌المللی در مجموع برندهٔ ۱ مدال طلا شده‌است.